# ワイヤーアクション
ワイヤーアクションもしくはワイヤーワークとは、俳優やスタントマンがワイヤーロープに吊られた状態で演技する、映画や舞台ドラマの特殊撮影の一種。
なお、「ワイヤーアクション」とは和製英語。英語では「wire-fu」（ワイヤーとカンフーを組み合わせた造語）や「wire work」（ワイヤーワーク）が一般的である。香港や台湾では「吊鋼線」または「鋼線吊」、中国大陸では「吊钢丝」または「钢丝吊」などと呼ばれるが、中華圏では多々ある撮影技術の一種とみなされており、統一された名称はない。
現在は金属製のワイヤーではなく、おもに高強度のポリエチレン繊維「テクミロン」を素材としたテックロープが使用されているが、アクション撮影の現場では世界的に「ワイヤー」として通っており、ここではすべて「ワイヤー」として説明する。

## 概要
俳優やスタントマンの身体にハーネスを装着し、カラビナなどでロープを取り付ける。そのロープをスタッフが人力で（もしくは圧縮空気を利用した機械を使い）引くことで、空中に飛び（フライング）、回転するといったアクション・シーンの撮影が可能になる。
1954年のミュージカル『ピーターパン』のブロードウェイ公演で初めて使用された。また、元祖は歌舞伎の「宙乗り」とする説もある。日本の映画での初出は特撮で著名な円谷英二が演出（特技監督）を務めた『大冒険』（1965年）の植木等と言われるが、生身の人間の吊り下げなら『地球防衛軍』（1957年）のミステリアンや『宇宙大戦争』（1959年）の桐野洋雄があるほか、『空の大怪獣ラドン』（1956年）では中島春雄が着ぐるみに入ったままでワイヤーアクションを演じている。
その後は香港映画で武侠小説の世界における軽功などを表現するために盛んに使われ、発展してきた技術であった。香港のアクション俳優でアクション監督でもあるドニー・イェンの著書『ドニー・イェン アクション・ブック』によると、香港ではワイヤーに吊られる人間はワイヤー用のハーネスを身体に巻き、状況に応じて背中、首または脇の下からワイヤーに吊られる。人間や物を浮かせて動作させる場合は滑車を用い、引く側、滑車、吊られる人間（物）がそれぞれ力点、支点、作用点にあたる「てこの原理」を利用している。
人間の場合、ワイヤーのサイズは直径1.75ミリメートルから3ミリメートルを用い（デジタル技術でワイヤー消しが可能になってからは、金属製のワイヤーロープではなくテクミロンという高強度・高性能のポリエチレン繊維を素材とした、3ミリメートル以上のテックロープがおもに使用されている）、吊られる人間の体重に応じて引く人間の数が決まる。軽い人間をまっすぐに引き上げるだけなら1、2人、それにアクションがともなえば最低でも2人から3人、巨体で知られる香港のアクション俳優サモ・ハン・キンポーの出演した『SPL/狼よ静かに死ね』では6人で彼を引いたという。
ワイヤーのみでは伸び縮みしないため、それと引き手との間にゴムを入れる。演技のタイミングは引く方が先で、吊られる人間が先に動いてしまうとワイヤーがたわんでしまい上手く作用しないので、演じる方は引かれたのを感じてから動くのが基本である。ゴムを挟み遊びを作ることにより、引くのが先であっても演者が主体的に動くことができて自然に見える。
ワイヤーを使ってできる動きはさまざまで、基本的には左右上下の回転と移動、ツイスト、斜め移動、揺らし、1つの方角から瞬時に別の方角への移動などが可能であり、現在は功夫環（カンフー・リング）と呼ばれるマシンの導入やワイヤーの本数を増やすことによってもっと多岐にわたった動きもできる。原理は単純だがワイヤーが蜘蛛の巣のように多く張られることも珍しくなく、滑車の位置によって動きが変わってくるため、担当責任者にとっては上手くいかない際に次の滑車の位置を瞬時に見極めることが難しい。
よって、引く側はもちろんのことその状態で複雑な動きをするスタントマンたちにも専門の知識と訓練が必要となり、ワイヤーが体を圧迫するために打撲傷を負うことが多い。セットの関係で、吊られる人間が見えない場所で操作する際はモニターを見ながらとなる。屋外での撮影にはクレーン車も使用し、1992年の『ポリス・ストーリー3』でバイクに乗ったミシェール・キング（現：ミシェル・ヨー）が列車にジャンプするシーンにもワイヤーが使われ、この技術の発達でアクションの設計はよりダイナミックな広がりを見せることになった。
デジタル技術でワイヤー消しが可能になる以前はワイヤーが映り込む角度が多く、1ショットで撮れる動きに限界があった。そのため、必然的に細かいカット割りが増え、武術経験のない俳優や女優を短い訓練期間でアクション映画の主役にすることができるという利点も生んだ。なお、当時使用していた金属製のワイヤーの場合、使用は1回、一度人間を吊りあげたものはねじれたりして再利用には危険であるため、その後は物を吊るためか廃棄処分にしていた。現在はテックロープを使用しているが、強度や使用頻度数は不明。
VFX登場前はワイヤーが画面に映らないよう、香港ではさまざまな工夫がされてきた。その主たるものが照明対策で、傘や旗をワイヤーの上にかざして影を作りワイヤーが見えないようにしたり、マーカーで銀色のワイヤーを黒く塗りライトを部分的に横切っても反射しない方法も考案された。1980年代から2000年代にかけ、『チャイニーズ・ゴースト・ストーリー』や『スウォーズマン』シリーズ、『HERO』などのアクション設計を手がけ、「ワイヤーワークの神様」と異名をとるアクション監督のチン・シウトンは、ワイヤー消しのなかった時代に照明をうまくずらしながら当て、1ショットに何本ものワイヤーを使ったことで有名である。ファインダーを覗きワイヤーが見えているのに気づくと、シウトンはカメラレンズの一部にワックスを塗り景色をぼやかしてワイヤーを隠したこともあるという。
これは長らく香港をはじめとする中華圏の専門技術であったが、デジタル合成の発展もあって1999年にはハリウッド映画『マトリックス』が香港のアクション監督ユエン・ウーピンを招き成功したことによって注目を集め、ハリウッドや世界各国で盛んに使われるようになった。香港および中華圏や日本の現場では手引き式を中心に使って設置や安全確認をふくめ操作する側はスタントマンが行い、中華圏ではワイヤーワークに関して特別にクレジットされることはない。一方、日本映画のクレジットには「ワイヤーアクションコーディネーター」といった表記がわずかながら見られる。
アメリカ合衆国ではコンピューターで制御された機械式が主に使われており、wire work coordinator（ワイヤーワーク・コーディネーター）といったクレジットをされるケースがある。操作は専門のカンパニーが請け負うことが多く、そのクルーはStunt riggerともWire riggerとも呼ばれる。ハリウッドでは技術やマシンも最先端を極め、近年では2013年の『ゼロ・グラビティ』で多用され、主演のサンドラ・ブロックがスタジオで実際に動いてあの無重力を表現したことが観客を驚かせた。

## ワイヤーアクションの代表作品
- 『ピーターパン』（ミュージカル）
- 『続・片腕必殺剣』（1969年・香港）
- 『新・片腕必殺剣』（1971年・香港）
- 『チャイニーズ・ゴースト・ストーリー』（1987年・香港）
- 『帝都大戦』（1989年・日本）
- 『スウォーズマン』シリーズ（1990年～・香港）
- 『ワンス・アポン・ア・タイム・イン・チャイナ』シリーズ（1991年～・香港）
- 『マトリックス』（1999年・アメリカ）
- 『グリーン・デスティニー』（2000年・中国/アメリカ合作）
- 『チャーリーズ・エンジェル』（2000年・アメリカ）
- 『HERO』（2002年・香港/中国合作）
- 『マーメイドラグーンシアター』（東京ディズニーシー）
- 2004年アテネオリンピックの開会式
- 2008年北京オリンピックの開会式
- 『ゼロ・グラビティ』（2013年・アメリカ）